# 善光寺
善光寺，或稱「信州善光寺」、「信濃善光寺」等，是一個位於日本長野縣長野市大字長野的無教派佛教寺院。
該寺院創建於皇極天皇3年（644年）。這座日本古剎所供奉的阿彌陀如來、觀音菩薩以及大勢至菩薩被稱為「善光寺阿彌陀三尊」，是日本重要文化財，原本供奉在坐光寺。
該寺本堂在昭和28年（1953年）3月31日被日本政府指定為第106號建築物國寶，多數其他建物與佛像被指定為重要文化財。該寺也以其供奉之「絕對密佛」著稱。

## 概要

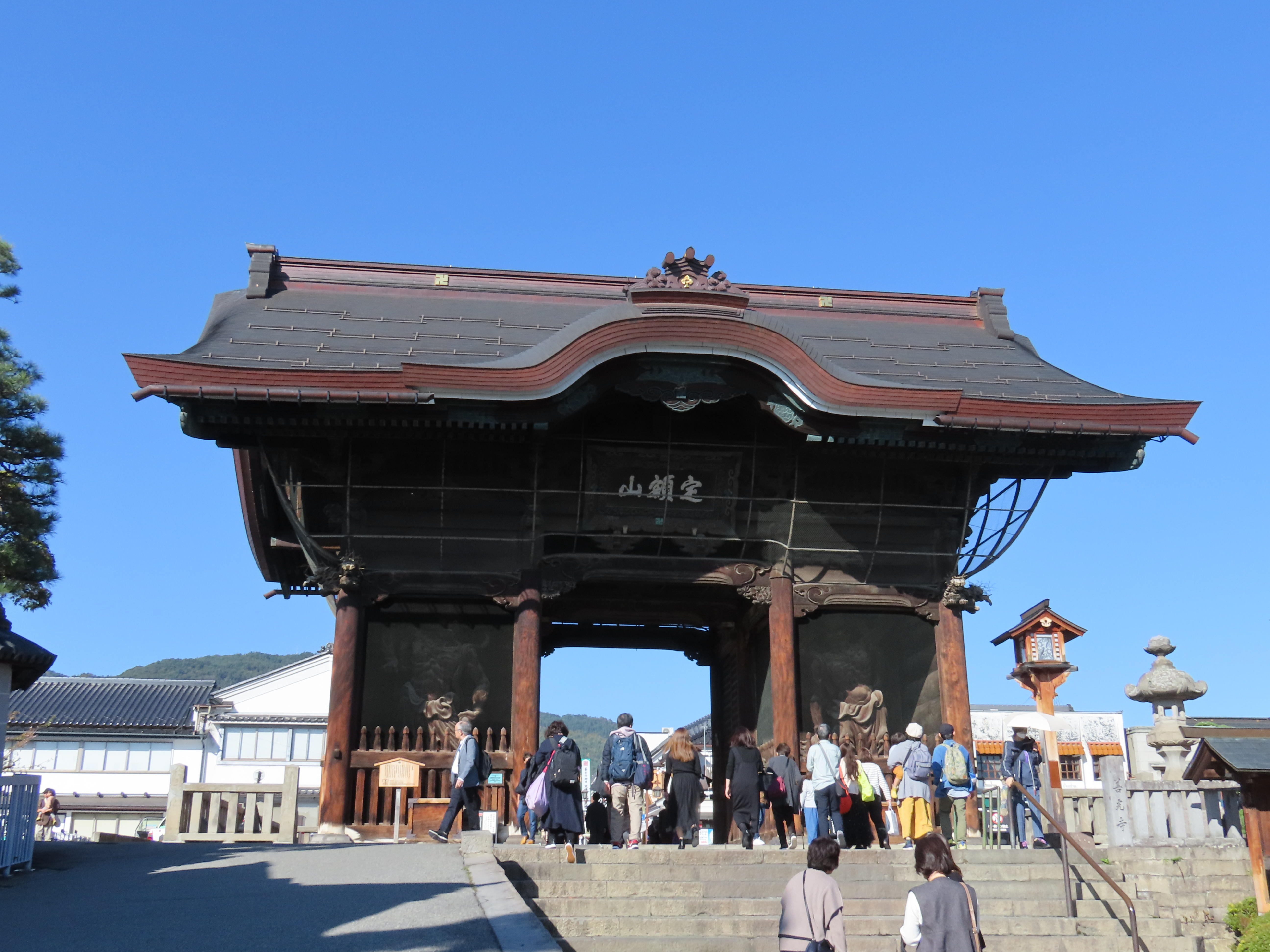
仁王門

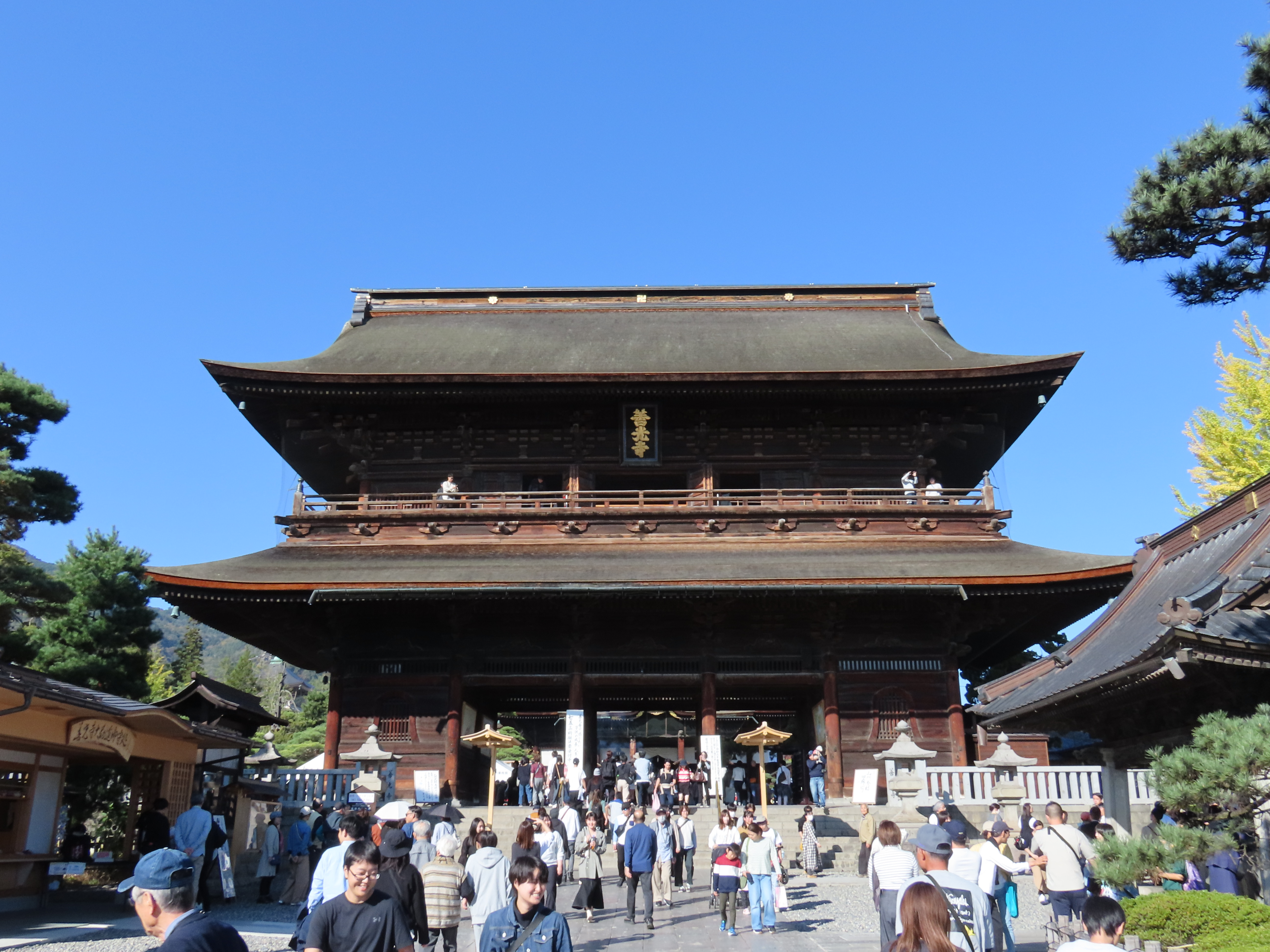
山門

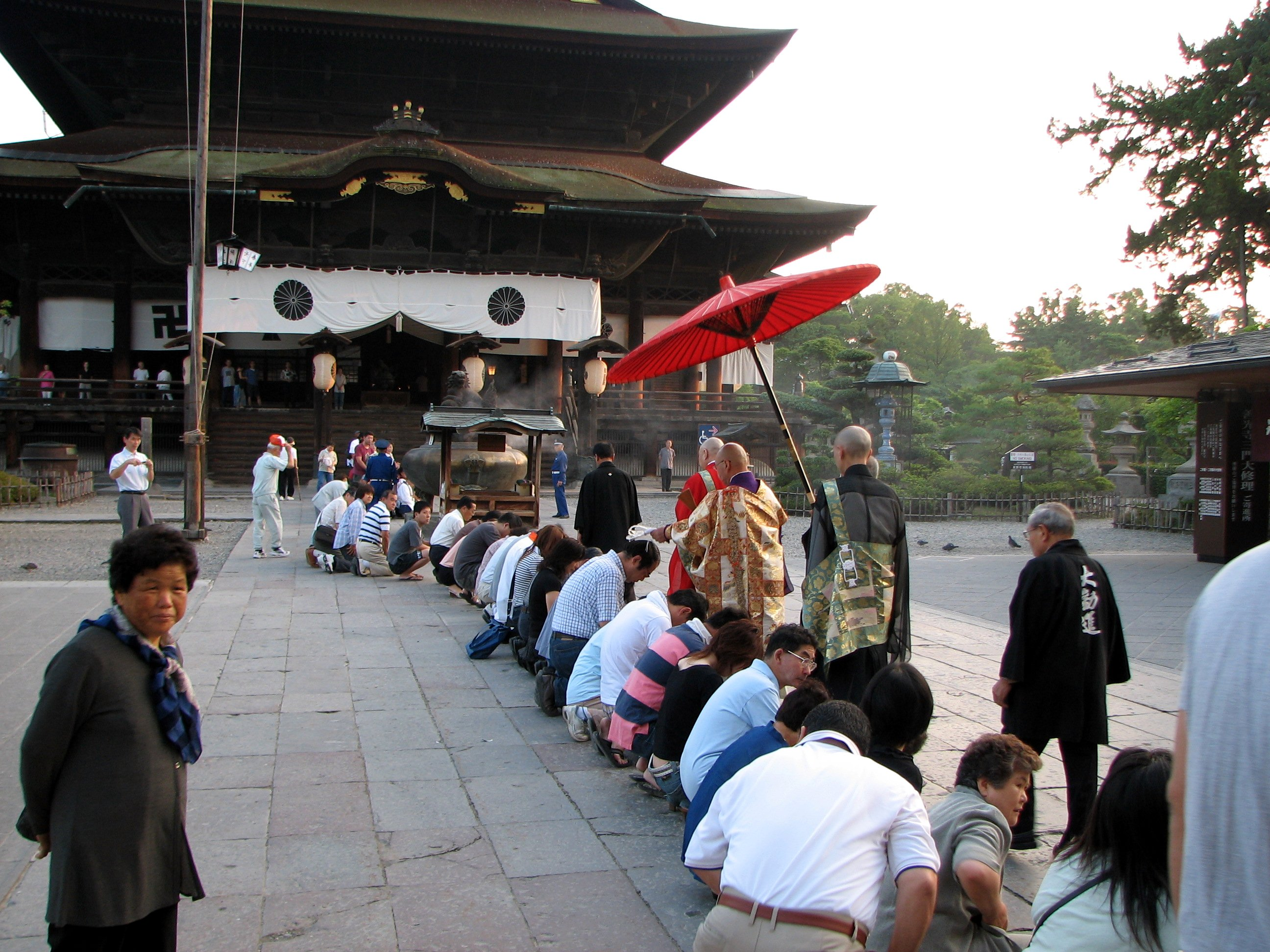
信濃善光寺參拜行列

善光寺的山號為「定額山」。因為善光寺不屬於特定宗派，所以四個方位的門各有不同名稱及山號，稱之為「四門四額」，分別是：東門—定額山善光寺，南門—南命山無量壽寺，北門—北空山雲上寺，西門—不捨山淨土寺。
善光寺並無明顯屬於任何佛教教派，因該寺成立之前日本尚無教派分別。但也因多次輾轉易主，所以同時是屬於天台宗與淨土宗的別格本山，目前寺內住持是由天台宗與淨土宗各別掌管。寺中供奉之阿彌陀三尊是日本文化史上具代表性的絕對密佛之一；密佛是平常不對外公開的佛像，但會於特定期間開放參拜，而絕對密佛則完全不公開。該佛像每七年公開一次安奉於本尊櫥櫃前之替代佛像，該種佛像被稱作御前立（羅馬字：omaedachi），該佛像據傳可追溯至鎌倉時代，並被日本政府指定為重要文化財；該儀式被稱作「御開帳」（羅馬字：gokaichyō）。放置本尊之櫥櫃與本堂一同被指定為日本國寶。

## 歷史
該寺據傳創建於皇極天皇3年（644年），但完全沒有任何創建初期文獻連傳至今。
大正13年（1924年）及昭和27年（1952年）在寺境內發現之白鳳文化（7世紀後半到8世紀初期）之瓦片等建材。
該寺主要供奉之密佛「善光寺阿彌陀三尊」是欽明天皇時代由百濟國聖王所呈獻，後由推古天皇命令本田善光（又名本多善光）供奉於坐光寺，後又遷至善光寺。據傳善光寺之名與本田善光之名有關。該佛像遷至本寺後，坐光寺改名作元善光寺。
中世紀以後，善光寺之信徒日漸增加；鎌倉時代有許多模仿善光寺本尊之佛像出現，在各地以「善光寺」或「新善光寺」為名建立寺院。
日本戰國時代善光寺平（長野盆地之舊稱）是武田信玄與上杉謙信競爭之主要戰場，寺院因而飽受戰亂摧殘並荒廢。其後出現許多該寺寶物流落各地之傳言。有人認為當時善光寺因為戰禍而燒毀後，武田信玄將其本尊遷至甲府，並建立甲斐善光寺供奉。另一說則表示上杉謙信為保護善光寺之本尊與寶物，將其供奉在越後國之十念寺（又稱浜善光寺，現屬上越市直江津轄境內）。有多種傳言之版本，且無確定之有關文獻紀錄。
善光寺現供奉之本尊佛像曾被織田信長遷至岐阜，後被豐臣秀吉遷至京都，又被德川家康遷至尾張，後於慶長2年（1598年）回歸信濃，供奉於本寺。

## 與當地聚落發展之關係
今長野市之雛形開始於善光寺之門前町。雖坡度緩和之地形在日本曾被稱作長野，且寺院周邊之地形符合該種描述，但當地「長野」之正式地名最早出現於江戶時代。
從中世紀末到近代的“水內郡長野村”大致相當於現在的長野市大字長野。 1601年（慶長6年），同郡箱清水村、七瀨村以及三輪村的一部分（不久變更為平柴村）一起成為善光寺領地。
長野村中，善光寺南側的參道是門前町，且作為北國街道的路線，所以也發展為宿場町。該市區化區域，以及與松代藩領地相鄰同樣市區化的妻子科村（現長野市大字南長野）和權堂村（現長野市大字鶴賀的一部分）分別包括一部分，作為町場整體的總稱「善光寺町」（或“善光寺宿”）。 結果被理解為“長野村”是指該村中町場的“善光寺町”和善光寺境內除外的西北部的農村區域。
但是，檢地簿上的官方村名包括善光寺町的區域在內是“長野村”，一直到明治維新之後。也就是說，“善光寺町”本來就是“長野村”的一部分，明治時代後“善光寺町”並沒有改名為“長野村”，“善光寺町”並非“長野村”的舊稱。

## 開帳

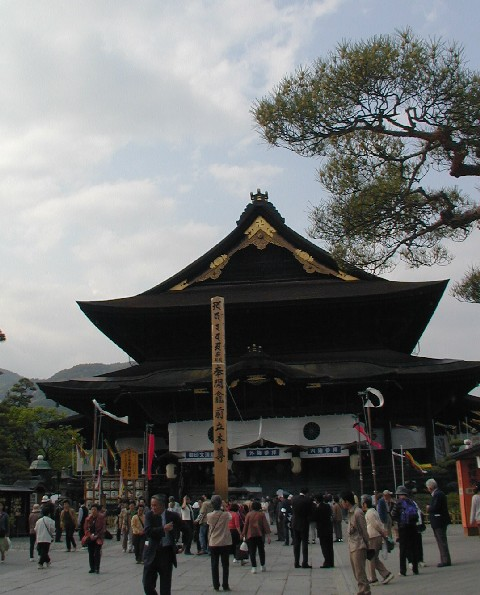
2003年開帳時照片

根據史籍記載，善光寺的絕對密佛除了在飛鳥時代的白雉5年（654年）曾經公開過之後，就再也沒有公開過。每七年（實際是六年）的開帳儀式所展現出來的都是本尊的前立替身。
每次有開帳時期的當年，參拜的人數都會大增，光是在開帳期間親自前往參拜的人數都上達百萬人。根據信濃每日新聞社在2003年6月24日報導，以1997年來說，寺方公佈的參拜人數達515萬人。2003年的開帳法事在4月6日到5月31日的56日之間，參拜人數更是破了以往的紀錄達到628萬人左右。2003年的開帳正巧在甲府市的甲斐善光寺、飯田市的元善光寺以及稻澤市的善光寺東海別院等，四家善光寺同時開帳而引起話題。

## 文化遺產
- 國家指定國寶（指定日期、種類、名稱）
  - 1953年3月31日，建築物，

- 國家指定文化財（指定日期、種類、名稱）
  - 1906年4月14日，雕刻，（前立佛像）
  - 1988年6月6日，歷史資料，
  - 1965年5月29日，建築物，善光寺三門
  - 1965年5月29日，建築物，（藏經閣）
  - 1934年1月30日，古書蹟，紙本墨書源氏物語事書（所屬）